# Chen Junyi
Chen Junyi (chinesisch 陳俊毅 / 陈俊毅, Pinyin Chén Jùnyì, Jyutping Chan4 Jeun3 Ngai6; * 26. August 1981 in Guangdong) ist ein chinesischer Baseballspieler. Er nahm 2008 mit der chinesischen Delegation an den Olympischen Sommerspielen in Peking teil.